# لاگه، نوردراین-وستفالن
شهر لاگه، نوردراین-وستفالن (به آلمانی: Lage) در ایالت نوردراین-وستفالن در کشور آلمان واقع شده‌است.